# Bonnefontaine (Fribourg)
Pour les articles homonymes, voir Bonnefontaine.
Bonnefontaine (Bounafontanna  en patois fribourgeois ; Muffethan en allemand) est une localité et une ancienne commune suisse du canton de Fribourg, située dans le district de la Sarine.

## Toponymie
Bonnefontaine (Bounafontanna en patois fribourgeois) est composé à l’origine de l’adjectif francoprovençal bona (bonne) et du substantif fontana (source). 
La forme alémanique Muffethan s’est développée à partir du nom roman. 

## Histoire
Bonnefontaine a fusionné avec l'ancienne commune de Montécu en 1989 avant de fusionner à nouveau en 2003, avec ses voisines d'Essert, Montévraz, Oberried, Praroman et Zénauva pour former la nouvelle commune du Mouret.  
Thierry Ackermann en a été le dernier syndic, avant de reprendre cette fonction à la tête de la commune fusionnée. 

## Population

### Surnom
Les habitants de la localité sont surnommés lè Plyanma-Predètêra, soit les éplucheurs de pommes de terre en patois fribourgeois.

### Démographie
La commune compte 213 habitants en 1811, 277 en 1850, 358 en 1870, 367 en 1900, 321 en 1950, 280 en 1970 et 500 en 2000 (après fusion avec Montécu).

## Patrimoine bâti
L'église construite en 1894 est un lieu de pèlerinage, est dédiée à Notre-Dame-de-Lourdes.

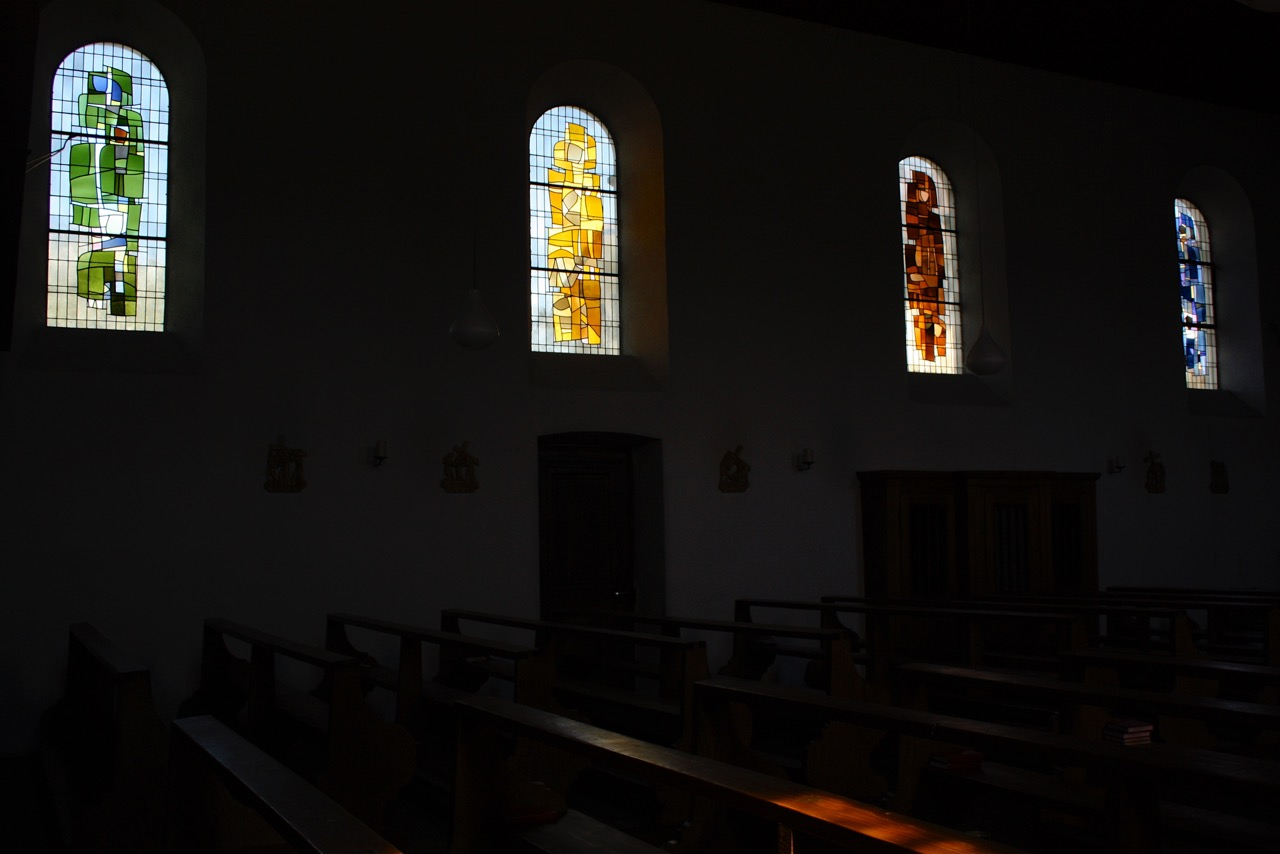
Vitraux de l'église de Bonnefontaine

## Personnalités
- Frédéric Dard, le père de San-Antonio y a résidé jusqu'à sa mort le 6 juin 2000.
- Joseph Piller, Président du Conseil des États (1945-46) est originaire de Bonnefontaine.